# Matthias Bel
Matthias Bel fue un historiógrafo nacido en Otsava, Hungría, en 1684 y fallecido en 1749.
El, Matthias Bel o Bélius, dejó algunas obras en latín de la historia de su país natal; tradujo la Biblia al bohemio y compuso varios tratados piadosos (sacado de la obra de T. Cooper: A new biographical dictionnary:..., London, 1873.).

## Biografía
Bel, habiendo comenzado su educación en Neusohe y Presburg, la completó en Halle, en cuya universidad estudió medicina durante dos años, para después abandonarla por la teología, llegando a tutor en la familia de A.H. Frank, de "divinity" profesor.
En 1714, llega a rector de la escuela de Presburg y pastor de una congregación luterana de la citada ciudad, y posteriormente el emperador Carlos VI del Sacro Imperio Romano Germánico lo nombra su historiógrafo imperial y el papa Clemente XII le envía su retrato con numerosas medallas de oro, para testimoniarle su estima particular que hizo de sus obras, recogiendo una cantidad de valiosos materiales para la historia de su país natal, Hungría, mucho de los cuales publicó como "Apparatus ad Historiam Hungariae".
Como escritor dejó obras sobre la geografía, descripción e historia de Hungría, del protestantismo, compendio de reyes de  Croacia, Dalmacia, Transilvania, Eslovaquia, etimologías , estudio de la lengua húngara y de viajes, y fue miembro de la "Royal Society of London" y de la Academia de Berlín.
Su hijo "Charles Andrew" (1717-1782) fue profesor extraordinario de filosofía en Leipsic, y también profesor de poesía y bibliotecario de la universidad como "Consejero de Estado" (dejó escritas "De vera origine et epocha Hunnorum", y fue el editor de "Acta Eruditorum", de 1754 a 1781).

## Obras
- Komárom vámegye:...., Pozsony, 1996.
- Turcianska stolica, Martin, 1989.
- Compendium Hungariae......., Posonii, 1767.
- Compendiolum regnorum Sclavoniae, Dalmatiae, Galliciae et Lodomeriae,...., Posonii, 1777.
- Scriptores rerum hungaricarum veteres,..., Tyrnaviae, 1765, 3 vols.
- Apparatus ad historiam hungariae,..., Posonii, J. Royer, 1735-46.
- Notitia hungariae..., Viena, 1755..+
- De vetere litteratura hunno-scythica exercitatio, Lipsiae: P.C. Monath, 1718.
- Forma sanaorum verborum, Halae, 1707.
- Otras